# Salfeld Kindersicherung
Salfeld Kindersicherung (kurz: Kisi) ist eine Software zur elterlichen Kontrolle für Windows- und Android-Geräte. Die Software wurde erstmals Anfang der 2000er-Jahre für Windows 9x veröffentlicht und ist seit 2015 auch für Android-Geräte verfügbar. Kisi unterstützt Eltern dabei, Bildschirmzeiten und Inhalte ihrer Kinder zu überwachen und einzuschränken.

## Überblick
Salfeld Kindersicherung ist eine Software, mit der Eltern die Nutzung digitaler Geräte ihrer Kinder gezielt steuern können. Sie bietet Funktionen wie Bildschirmzeit-Management, sicheres Surfen und eine geräteübergreifende Synchronisierung. Die Software ist sowohl für Microsoft Windows als auch für Android verfügbar.

## Geschichte
Salfeld entwickelt Kinderschutzprogramme seit den 2000er Jahren. Die erste Version wurde für Windows 9x veröffentlicht und an kommende Windows-Versionen immer weiter angepasst. Seit 2015 steht neben Windows auch eine Version für Android zur Verfügung.

## Bewertungen
Im Jahr 2020 bewertete die Stiftung Warentest verschiedene Softwarelösungen zur elterlichen Kontrolle, darunter die Salfeld Kindersicherung (KiSi). Das Programm wurde mit der Endnote „Gut“ bewertet und als Testsieger ausgezeichnet. Positiv hervorgehoben wurden die vielseitigen Anpassungsmöglichkeiten, die es Eltern ermöglichen, Bildschirmzeiten und den Zugang zu spezifischen Apps und Webseiten individuell einzustellen. Darüber hinaus wurde die Software als benutzerfreundlich beschrieben und als eine der wenigen Apps betrachtet, die neben technischen Funktionen auch pädagogische Ansätze integriert.
Die Untersuchung stellte jedoch fest, dass Kontrollsoftware wie KiSi keine umfassende Sicherheit bieten kann. Risiken wie Cybermobbing, unerwünschte Online-Kontakte oder Grooming können von solchen Programmen nicht vollständig erfasst oder verhindert werden. Experten wiesen zudem darauf hin, dass der Einsatz einer solchen Software den Fokus auf eine unterstützende Medienerziehung legen sollte, um die Privatsphäre von Kindern zu respektieren und ihre Medienkompetenz zu fördern.
Klicksafe, eine Initiative der Europäischen Union, lobte die Software für ihre benutzerfreundliche Oberfläche, umfangreiche Anpassungsmöglichkeiten und effektive Werkzeuge zur Zeitverwaltung. Gleichzeitig wurden einige technische Einschränkungen identifiziert, darunter die Anzeige von blockierten Inhalten, bevor Filter greifen, Herausforderungen bei der Filterung von Inhalten innerhalb von Social-Media-Apps sowie Bedenken hinsichtlich der umfangreichen standardmäßigen Protokollierung. Experten empfehlen Eltern, die Kontrollfunktionen mit Bedacht einzusetzen, um zu restriktive Maßnahmen zu vermeiden, die sich negativ auf die Autonomie der Kinder oder die Eltern-Kind-Beziehung auswirken könnten.